# Léon de Poncins
Gabriel Léon Marie Pierre de Montaigne de Poncins (Civens, 3 de novembro de 1897 – Toulon, 18 de dezembro de 1975) foi um jornalista e ensaísta católico francês.
Foi especializado no estudo dos movimentos revolucionários contemporâneos, nomeadamente, do papel das sociedades secretas na política.

## Obras
- «As Forças Secretas da Revolução» (1937)[3]
- «Histoire Secrète de La Révolution Espagnole» (1938)